# عقيدة السلف أصحاب الحديث
عقيدة السلف أصحاب الحديث كتاب من كتب العقيدة وأصول الدين ألفه الحافظ أبو عثمان الصابوني (373 هـ-449 هـ) (983-1075), يتناول الكتاب ثلاثة وثلاتثين موضوعا من موضيع العقيدة وأصول الدين واعتقاد أهل السنة والجماعة فيها .
يقول أبو عثمان الصابوني في مقدمة الكتاب:
| عقيدة السلف أصحاب الحديث | أما بعد فإني لا وردت آمد طبرستان وبلاد جيلان متوجه إلى بيت الله الحرام وزيارة مسجد نبيه محمد صلى ال عليه وعلى آله وأصحابه الكرام، سألني إخوان في الدين أن أجمع لهم فصول في أصول الدين التي استمسك بها الذين مضوا من أئمة الدين وعلماء المسلمين والسلف الصالح، وهدوا ودعوا الناس إليها في كل حين، ونهوا عما يضادها وينافيها جلة المؤمنين المصدقين المتقين، ووالوا في اتباعها وعادوا فيها، وبدعوا وكفروا من اعتقد فيها، وأحرزوا لنفسهم ولمن دعوهم إليها بركتها وخيرها، وأفضوا إلى ما قدموه من ثواب اعتقادهم لها، واستمساكهم بها، وإرشاد العباد إليها، وحملهم إياهم عليها، فاستخرت الله تعالى وأثبت فهذا الجزء ما تيسر منها على سبيل الاختصار. | عقيدة السلف أصحاب الحديث |

## أبواب الكتاب
- صفات أصحاب الحديث
- معرفة صفات الله بوحيه وتنزيله
- إثبات جميع الصفات الواردة في الكتاب والسنة من غير تشبيه ولا تمثيل ولا تكييف ولا تحريف
- عقيدة السلف في القرآن وصفة الكلام لله
- أقوال أئمة أهل السنة في القرآن
- استواء الله على عرشه فوق سماواته
- أقوال علماء السلف في إثبات استواء الله على عرشه
- قول مالك بن أنس في الاستواء
- قول ابن المبارك في الاستواء
- قول ابن خزيمة في الاستواء
- قول الشافعي في الاستواء
- الفرق بين أهل السنة وأهل البدع في باب الصفات
- إثبات صفة النزول والمجيء
- النهي عن السؤال عن كيفية النزول
- ذكر خبر النزول المتواتر
- قول أبي حنيفة في حديث النزول
- قول ابن خزيمة في حديث النزول
- خبر النزول يوم عرفة
- خبر النزول ليلة النصف من شعبان
- ذكر خبر النزول من طريق رفاعة
- قول أهل السنة في خبر النزول
- إثبات صفة المجيء
- موقف السلف من المعترضين على النصوص
- تحذير مالك بن أنس من أهل البدع
- تهوين الشافعي للكبيرة أمام البدع
- نصيحة عمر بن عبد العزيز بلزوم الدين
- أمر ابن عيينة وغيره بالسكوت عن التكييف
- لزوم التسليم لبيان الله وبلاغ رسوله
- الحث على إحياء السنن
- ترك التكلف في إجابة السائل
- عقيدة أصحاب الحديث في البعث وأهوال القيامة
- الشفاعة
- الحوض والكوثر
- رؤية المؤمنين ربهم في الآخرة
- الإيمان بالجنة والنار وأنهما مخلوقتان
- الإيمان قول وعمل يزيد وينقص
- لا يكفر المؤمن بكل ذنب
- حكم ترك الصلاة
- خلق أفعال العباد
- الهداية من الله
- مذهب أهل السنة في الخير والشر والنفع والضر
- أنواع الإرادة
- الاستثناء في الإيمان والشهادة على المعين بأنه في الجنة أو النار
- المبشرون بالجنة
- أفضل الصحابة
- الخلافة
- الصلاة خلف الإمام البر والفاجر والجهاد معه والدعاء له
- موقف أهل السنة والجماعة مما شجر بين الصحابة
- دخول الجنة بفضل الله ورحمته دون غيرها
- لكل مخلوق أجل
- وسوسة الشياطين
- السحر والسحرة
- علامات أصحاب الحديث
- الاقتداء بالرسول والصحابة والسلف الصالح
- بغض أهل البدع ومجانبتهم
- علامات أهل البدع
- أهل البدع يردون الآثار
- نبز المبتدعة لأهل الحق
- علامات أهل السنة
- حب أهل الحق وذكر بعض أسمائهم
- نصيحة أبي عثمان الصابوني[2]